# Геометрическая карта
Геометрическая карта (англ. geometry map, также известно как англ. geometry image) — двухмерное изображение, которое сохраняет информацию о трёхмерной геометрии.
Первая научная работа о превращении произвольной трёхмерной поверхности в полностью регулярную геометрическую карту была впервые опубликована на конференции SIGGRAPH 2002; её авторами являются Ксянфенг Гу (англ. Xianfeng Gu), Стивен Гортлер (англ. Steven Gortler) и Хьюго Хоуп (англ. Hugues Hoppe).
Геометрические карты предоставляют набор преимуществ, который тяжело достигнуть с помощью традиционного полигонального меша или основанного на точках представления. Путём применения существующих алгоритмов сигнальной обработки, таких как вейвлет-кодирование, можно очень легко сжимать геометрические карты и контролировать уровень детализации (LOD) трёхмерных моделей. Морфинг и анимация также достигаются легко, так как для этого нужно просто провести интерполяцию между двумя геометрическими изображениями.
Геометрические карты подходят для рендеринга с использованием аппаратного ускорения на графических процессорах, потому что они могут быть переданы на графический конвейер в унифицированной форме как обычные текстуры, что намного проще вершинных списков и списков текстурных координат.
Ещё одним подходом к использованию геометрических карт является построение деформируемой геометрии через т.н. Деформируемые геометрические карты (англ. Deformable Geometry Maps).
Геометрические карты используются в графическом движке OTOY, который разрабатывается одноименной компанией и предназначен для «облачного» рендеринга.

## Внешние ссылки
- Wang Zhen. A Brief Overview of Geometry Map (англ.) (PDF). Nanyang Technological University, Singapore (13 августа 2004). Дата обращения: 3 февраля 2010. Архивировано из оригинала 11 апреля 2005 года.
- Qiang Liu, Edmond C. Prakash. DeformableGeometryMaps (англ.) (PDF) (недоступная ссылка — история). Nanyang Technological University, Singapore. Дата обращения: 3 февраля 2010.
- Dave Carlile. GPU Geometry Map Rendering – Part 1 (англ.). Crappy Coding (9 января 2010). Дата обращения: 3 февраля 2010. Архивировано 16 апреля 2012 года.
- Dave Carlile. GPU Geometry Map Rendering – Part 2 (англ.). Crappy Coding (11 января 2010). Дата обращения: 3 февраля 2010. Архивировано 16 апреля 2012 года.
- Nathan A. Carr (Adobe Corp), Jared Hoberock, Keenan Crane, John C. Hart (University of Illinois, Urbana-Champaign). Fast GPU Ray Tracing of Dynamic Meshes using Geometry Images (англ.). University of Illinois (2006). Дата обращения: 23 мая 2010. Архивировано 19 апреля 2006 года.